# Hobson (Montana)
Hobson – miasto w Stanach Zjednoczonych, w stanie Montana, w hrabstwie Judith Basin.